# 碘化铋
碘化铋是绿黑色晶体，化学式BiI3。

## 晶体结构
碘化铋的晶体结构特殊，晶胞中碘按六方最密堆积，铋隔一层填充于三分之二的八面体空隙，形成一种层状结构。

## 合成
碘化铋可直接从单质合成，加热碘和铋的混合粉末：
2Bi＋3I2　→　2BiI3
也可用氢碘酸溶解氧化铋得到碘化铋：
Bi2O3(s)＋6HI(aq)　→　2BiI3(s)＋3H2O(l)

## 反应
碘化铋不溶于水，可用碘离子定性检验溶液中的Bi3+，得黑色沉淀。
与I-溶液共热，碘化铋溶解生成配阴离子：
2 NaI＋BiI3　→　Na2[BiI5]